# Passo di Vizze

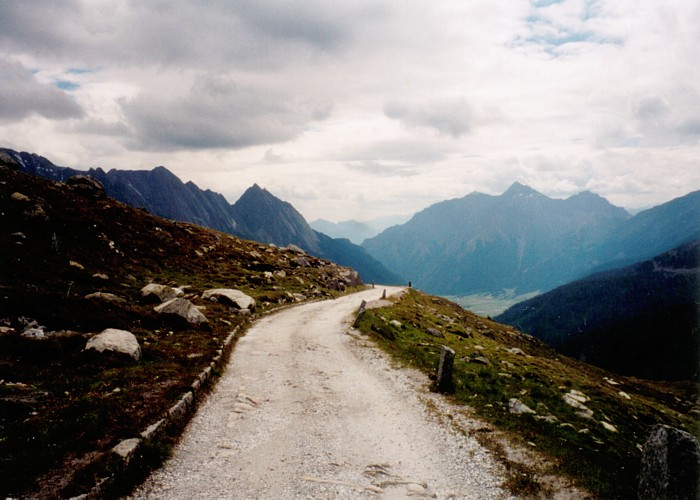
La strada che porta al passo

Il passo di Vizze (Pfitscher Joch in tedesco), è un valico alpino alto 2.276 m delle Alpi centrali, al confine fra Italia e Austria, che mette in comunicazione la val di Vizze alla valle dello Zamser Grund e quindi a Finkenberg nella Zillertal. Dal punto di vista orografico il passo si trova nelle Alpi della Zillertal e separa le alpi Breonie Orientali dalle alpi Aurine.

## Descrizione
Appena oltre il passo, quindi in territorio austriaco, si trova il lago artificiale Schlegeisstausee, costruito nel 1965, e raggiungibile con una breve camminata. Al passo si trova il rifugio Passo di Vizze, costruito nel 1888, che venne fatto oggetto di un attentato dinamitardo ad opera del Befreiungsausschuss Südtirol il 25 maggio 1966.
Dal passo è raggiungibile il Gran Pilastro, di cui si possono ammirare le cascate che ne discendono dal lato nord. La strada che porta al passo è sterrata, ma era fino a pochi anni fa percorribile in macchina, mentre non è possibile proseguire al di là della frontiera in macchina; è possibile invece a piedi o in bici. Recentemente la strada è stata chiusa all'altezza del 4° tornante, con la costruzione di un parcheggio. Al passo è possibile giungere in macchina soltanto dopo aver richiesto l'autorizzazione alla stazione forestale di Vipiteno.